# Green Hill Village
Green Hill Village es una villa de Trinidad y Tobago, que forma parte de la región de Diego Martín.

## Geografía
La villa abarca parte de la isla Trinidad y limita al norte con Bagatelle, al sur con Covigne y Diamond Vale, al este con St. Lucien Road y al oeste con Covigne.

## Demografía
Datos demográficos de la villa de Green Hill Village:
| Gráfica de evolución demográfica de Green Hill Village entre 2000 y 2011 |
|                                                                          |